# Гусєв Геннадій Олександрович
Геннадій Олександрович Гусєв (нар. 25 вересня 1948; Таллінн — пом.?) — радянський футболіст, який грав на позиції захисника. Відомий за виступами у низці радянських клубів різних ліг, найбільш відомий за виступами у складі ворошиловградської «Зорі» у вищій лізі чемпіонаті СРСР.

## Клубна кар'єра
Геннадій Гусєв народився в Таллінні, де розпочав грати у футбол у місцевій команді другої групи класу «А» «Динамо». У 1970—1971 роках грав у складі команди спочатку другої групи класу «А», а пізніше другої ліги «Зірка» з Кіровограда. У 1972 році став гравцем іншої команди другої ліги «Таврія» з Сімферополя, з якою цього року став бронзовим призером першості УРСР, яка розігрувалась серед команд другої ліги. Наступного року у складі «Таврії» Гусєв став чемпіоном УРСР, після чого команда здобула путівку до першої ліги. У 1974 році грав у складі «Таврії» вже в першій лізі, у цьому році став також володарем Кубка УРСР серед команд першої та другої ліг. У 1975 року Геннадій Гусєв перейшов до складу команди вищої ліги «Зоря» з Ворошиловграда, яка в цьому році грала у фіналі Кубка СРСР, щоправда, Гусєв у цьому матчі був лише запасним. Наступного року повернувся до складу «Таврії», проте вже не зумів стати основним футболістом у команді, і закінчував сезон у «Кривбасі», з яким цього року став чемпіоном УРСР та здобув путівку до першої ліги. Наступного року зіграв лише один кубковий матч за «Кривбас», після чого став гравцем аматорського клубу «Титан» з Армянська, у складі якого остаточно завершив виступи на футбольних полях. Дата і місце смерті Геннадія Гусєва невідомі.

## Досягнення
- Переможець Чемпіонату УРСР з футболу 1973, що проводився у рамках турніру в першій зоні другої ліги СРСР.
- Переможець чемпіонату УРСР з футболу 1976, що проводився у 6-й зоні другої ліги чемпіонату СРСР.
- Фіналіст Кубка СРСР з футболу 1975.
- Бронзовий призер чемпіонату УРСР з футболу 1972.
- Володар Кубку УРСР: 1974.